# Dimítrios Petrokókinos
Dimítrios Petrokókinos (Ilford, Gran Londres, Regne Unit, 17 d'abril de 1878 − Ciutat del Cap, Sud-àfrica, 10 de febrer de 1942) fou un tennista grec, guanyador d'una medalla olímpica.
Va participar en els Jocs Olímpics d'Estiu de 1896 disputats a Atenes en la modalitat de tennis. En categoria individual fou derrotat en primera ronda pel seu compatriota Evàngelos Ral·lis, mentre que en dobles va fer parella amb Dioníssios Kàsdaglis i es van plantar en la final, però foren derrotats per la parella formada per John Pius Boland i Friedrich Traun, aconseguint així la medalla d'argent.

## Jocs Olímpics

### Dobles
| Any  | Campionat                     | Parella              | Oponents                         | Resultat      |
| ---- | ----------------------------- | -------------------- | -------------------------------- | ------------- |
| 1896 | Jocs Olímpics, Atenes, Grècia | Dioníssios Kàsdaglis | Friedrich Traun John Pius Boland | 5−7, 6−4, 6−1 |